# فهرست قنات‌های شهرستان چناران
جدول زیر بر اساس آمار وزارت جهاد کشاورزی تهیه شده‌است. فهرست زیر قنات‌های شهرستان چناران در استان خراسان رضوی را نشان می‌دهد.
| نام قنات       | موقعیت                    | نزدیک‌ترین روستا | طول قنات (متر) | تعداد میله چاه | عمق مادر چاه | دبی (لیتر بر ثانیه) | سطح زیر کشت (هکتار) |
| -------------- | ------------------------- | --------------- | -------------- | -------------- | ------------ | ------------------- | ------------------- |
| آب سیاه        | بخش مرکزی شهرستان چناران  | سوهان           | ۱۸۰۰           | ۶۰             | ۲۵           | ۲۰                  | ۱۰۰                 |
| آق داش         | بخش گلبهار شهرستان چناران | آق داش          | ۳۰۰۰           | ۴۰             | ۱۵           | ۶                   | ۲۰                  |
| ابراهیم‌آباد    | بخش مرکزی شهرستان چناران  | ابراهیم‌آباد     | ۱۰۰۰           | ۳۰             | ۳۰           | ۵                   | ۲۰                  |
| ابروان         | بخش گلبهار شهرستان چناران | گلمکان          | ۱۲۰۰           | ۳۴             | ۳۵           | ۱۵                  | ۳۵                  |
| احمدآباد       | بخش گلبهار شهرستان چناران | احمدآباد        | ۸۰۰            | ۱۶             | ۲۲           | ۶                   | ۳۰                  |
| احمدآباد سفلی  | بخش گلبهار شهرستان چناران | احمدآباد        | ۱۵۰۰           | ۳۵             | ۲۵           | ۲۰                  | ۹۸                  |
| احمدآباد علیا  | بخش گلبهار شهرستان چناران | احمدآباد        | ۱۵۰۰           | ۵۰             | ۲۰           | ۴۰                  | ۱۲۰                 |
| اده            | بخش گلبهار شهرستان چناران | اسجیل           | ۱۰۰۰           | ۱۹             | ۱۷           | ۱۴                  | ۵۰                  |
| ارکی           | بخش گلبهار شهرستان چناران | گلمکان          | ۱۱۵۰           | ۳۸             | ۲۹           | ۱۰                  | ۲۳                  |
| اسماعیل‌آباد    | بخش مرکزی شهرستان چناران  | رادکان          | ۱۲۰۰           | ۵۰             | ۲۰           | ۱۳                  | ۷۵                  |
| اسماعیل‌آباد    | بخش گلبهار شهرستان چناران | اسماعیل‌آباد     | ۱۵۰۰           | ۷۰             | ۲۰           | ۱۵                  | ۴۰                  |
| الندر          | بخش گلبهار شهرستان چناران | اسجیل           | ۴۰۰            | ۱۲             | ۱۵           | ۲۰                  | ۱۰                  |
| امام تقی       | بخش گلبهار شهرستان چناران | امام تقی        | ۴۰۰۰           | ۵۵             | ۵۰           | ۲۵                  | ۱۰۰                 |
| امام زاده      | بخش مرکزی شهرستان چناران  | خریج            | ۱۰۰۰           | ۲۸             | ۳۷           | ۷                   | ۲۴                  |
| امیرسلطان      | بخش مرکزی شهرستان چناران  | خریج            | ۲۳۰۰           | ۳۳             | ۳۴           | ۱۸                  | ۵۰                  |
| بازنریدر بالا  | بخش گلبهار شهرستان چناران | اسجیل           | ۱۵۰            | ۵              | ۱۲           | ۳                   | ۱۷                  |
| بازنریدر پائین | بخش گلبهار شهرستان چناران | اسجیل           | ۳۰۰            | ۶              | ۹            | ۵                   | ۴                   |
| بازه شرون      | بخش گلبهار شهرستان چناران | اسجیل           | ۶۰۰            | ۱۹             | ۱۵           | ۳                   | ۸                   |
| بازه قلعه      | بخش گلبهار شهرستان چناران | اسجیل           | ۲۰۰            | ۵              | ۲۰           | ۱                   | ۳                   |
| بازه قلعه      | بخش گلبهار شهرستان چناران | اسجیل           | ۵۵۰            | ۱۴             | ۱۳           | ۵                   | ۱۲                  |
| بازه قلعه      | بخش گلبهار شهرستان چناران | اسجیل           | ۳۰۰            | ۸              | ۴            | ۳                   | ۳                   |
| بازه قلعه      | بخش گلبهار شهرستان چناران | اسجیل           | ۳۵۰            | ۹              | ۵            | ۳                   | ۴                   |
| بازه قلعه      | بخش گلبهار شهرستان چناران | اسجیل           | ۴۰۰            | ۱۰             | ۵            | ۳                   | ۴                   |
| باغ            | بخش گلبهار شهرستان چناران | گل ازقند        | ۱۰۰۰           | ۴۰             | ۲۵           | ۴                   | ۱۰                  |
| باغ قیاس       | بخش گلبهار شهرستان چناران | اسجیل           | ۴۰۰            | ۷              | ۲۴           | ۸                   | ۱۰                  |
| بالا چاه       | بخش گلبهار شهرستان چناران | کاهو            | ۷۸             | ۱۴             | ۱۰           | ۲                   | ۴                   |
| بخت‌آباد        | بخش گلبهار شهرستان چناران | بخت‌آباد         | ۲۳۰۰           | ۵۰             | ۲۵           | ۴                   | ۱۶                  |
| بزغلان         | بخش مرکزی شهرستان چناران  | سوهان           | ۱۲۰۰           | ۴۰             | ۲۰           | ۱۵                  | ۱۰۰                 |
| بغل بید        | بخش گلبهار شهرستان چناران | گلمکان          | ۸۰۰            | ۱۸             | ۱۸           | ۱۲                  | ۱۶                  |
| بندورآباد      | بخش گلبهار شهرستان چناران | حسنقه           | ۴۰۰            | ۱۵             | ۱۵           | ۳                   | ۶                   |
| بهارستان       | بخش گلبهار شهرستان چناران | گلمکان          | ۵۰۰            | ۱۴             | ۲۴           | ۲                   | ۸                   |
| به‌آباد         | بخش گلبهار شهرستان چناران | به‌آباد          | ۱۴۰۰۰          | ۲۷۰            | ۹۰           | ۵۰                  | ۱۴۰                 |
| تخته خواجه     | بخش گلبهار شهرستان چناران | چنار            | ۳۰۰            | ۳              | ۸            | ۱۵                  | ۲                   |
| تراب شاهی      | بخش گلبهار شهرستان چناران | احمدآباد        | ۱۵۰۰           | ۳۵             | ۱۵           | ۲۰                  | ۵۵                  |
| تلخ‌آباد        | بخش گلبهار شهرستان چناران | گلمکان          | ۷۵۰            | ۱۹             | ۱۷           | ۱۰                  | ۲۶                  |
| تلکی           | بخش گلبهار شهرستان چناران | کلاته تلکی      | ۶۰۰            | ۲۰             | ۱۲           | ۴                   | ۵۵                  |
| ته حیاطها      | بخش گلبهار شهرستان چناران | اسجیل           | ۴۰۰            | ۶              | ۹            | ۸                   | ۱۰                  |
| ته دینان       | بخش گلبهار شهرستان چناران | اسجیل           | ۳۰۰            | ۷              | ۱۸           | ۴                   | ۱۰                  |
| توربو          | بخش گلبهار شهرستان چناران | چنار            | ۷۵۰            | ۲۵             | ۱۵           | ۷                   | ۲۱                  |
| جاقد           | بخش گلبهار شهرستان چناران | ولی‌آباد         | ۶۰۰۰           | ۷۰             | ۵۰           | ۱۰                  | ۲۰                  |
| جلگه زاوه      | بخش گلبهار شهرستان چناران | جلگه زاوه       | ۱۰۰۰           | ۵۲             | ۲۸           | ۱۲                  | ۳۰                  |
| جلگه زاوه      | بخش گلبهار شهرستان چناران | جلگه زاوه       | ۱۱۰۰           | ۳۸             | ۲۲           | ۱۲                  | ۲۸                  |
| جنت‌آباد        | بخش گلبهار شهرستان چناران | جنت‌آباد         | ۲۰۰۰           | ۲۱             | ۵۰           | ۲                   | ۴                   |
| جوب تیغ        | بخش گلبهار شهرستان چناران | اسجیل           | ۵۰۰            | ۶              | ۱۰           | ۸                   | ۵                   |
| جوجه ماریان    | بخش گلبهار شهرستان چناران | جوجه ماریان     | ۷۵۰            | ۲۵             | ۳۰           | ۴۰                  | ۲۰۰                 |
| حاجی‌آباد       | بخش گلبهار شهرستان چناران | گلمکان          | ۸۰۰            | ۱۴             | ۱۸           | ۸                   | ۲۰                  |
| حسنقه          | بخش گلبهار شهرستان چناران | حسنقه           | ۷۰۰            | ۱۵             | ۳۵           | ۲                   | ۵                   |
| حسن‌آباد        | بخش گلبهار شهرستان چناران | گلمکان          | ۵۰۰۰           | ۵۴             | ۴۰           | ۷                   | ۳۰                  |
| حسن‌آباد        | بخش گلبهار شهرستان چناران | سلمان‌آباد       | ۱۳۰۰           | ۴۰             | ۲۴           | ۸                   | ۱۲                  |
| حسن‌آباد        | بخش گلبهار شهرستان چناران | اسجیل           | ۳۰۰            | ۱۰             | ۱۰           | ۱۵                  | ۲۰                  |
| حسن‌آباد کاهو   | بخش مرکزی شهرستان چناران  | کاهو            | ۲۰۰۰           | ۲۴             | ۱۶           | ۵                   | ۱۸۲                 |
| حسین‌آباد       | بخش گلبهار شهرستان چناران | حسین‌آباد        | ۲۰۰۰           | ۵۰             | ۵۰           | ۱۰                  | ۴۰                  |
| حشمت‌آباد       | بخش مرکزی شهرستان چناران  | سوهان           | ۱۵۰۰           | ۵۰             | ۲۵           | ۲۰                  | ۸۰                  |
| خانه آقا       | بخش گلبهار شهرستان چناران | اسجیل           | ۸۰۰            | ۱۸             | ۱۵           | ۱۵                  | ۳۰                  |
| خراسانک        | بخش گلبهار شهرستان چناران | خراسانک         | ۲۰۰۰           | ۵۸             | ۲۰           | ۱۰۰                 | ۱۵۰                 |
| خرق            | بخش گلبهار شهرستان چناران | خرق             | ۲۰۰۰           | ۵۴             | ۱۵           | ۰                   | ۱۰۰                 |
| خرم‌آباد        | بخش گلبهار شهرستان چناران | خرم‌آباد         | ۶۰۰۰           | ۹۲             | ۴۵           | ۲۰                  | ۵۰                  |
| خریج           | بخش مرکزی شهرستان چناران  | خریج            | ۱۵۰۰           | ۲۵             | ۲۸           | ۴                   | ۱۵                  |
| خسرو آباد      | بخش گلبهار شهرستان چناران | خسرو آباد       | ۱۰۰۰           | ۱۳             | ۲۱           | ۸                   | ۹۰                  |
| خوشاب          | بخش گلبهار شهرستان چناران | خوشاب           | ۱۵۰۰           | ۳۲             | ۱۸           | ۱۲                  | ۴۰                  |
| خونی‌آباد       | بخش گلبهار شهرستان چناران | خونی‌آباد        | ۲۰۰۰           | ۷۰             | ۲۰           | ۴۰                  | ۲۰۰                 |
| خیرآباد        | بخش گلبهار شهرستان چناران | خیرآباد         | ۳۰۰۰           | ۴۰             | ۴۰           | ۵                   | ۱۵                  |
| درنیگ‌آباد      | بخش گلبهار شهرستان چناران | درنیگ‌آباد       | ۲۰۰۰           | ۵۰             | ۸۵           | ۳۵                  | ۱۵۰                 |
| دره شهر        | بخش گلبهار شهرستان چناران | اسجیل           | ۶۰۰            | ۱۸             | ۸            | ۳                   | ۸                   |
| دزق            | بخش گلبهار شهرستان چناران | دزق             | ۲۰۰۰           | ۵۰             | ۵۰           | ۱۸                  | ۴۰                  |
| دهنو           | بخش گلبهار شهرستان چناران | دهنو            | ۸۰۰۰           | ۰              | ۱۲۵          | ۵۰                  | ۷۰                  |
| دوبرقی         | بخش گلبهار شهرستان چناران | جلگه زاوه       | ۱۲۰            | ۷              | ۷            | ۳                   | ۳۰۰                 |
| رخ نوی         | بخش گلبهار شهرستان چناران | اسجیل           | ۴۰۰            | ۱۰             | ۱۴           | ۵                   | ۵                   |
| رونگ           | بخش گلبهار شهرستان چناران | رونگ            | ۵۰۰            | ۵۰             | ۱۲           | ۵                   | ۱۵                  |
| رونگ           | بخش گلبهار شهرستان چناران | رونگ            | ۲۰۰۰           | ۴۷             | ۸۵           | ۳۵                  | ۳۰۰                 |
| ریاض           | بخش مرکزی شهرستان چناران  | ریاض            | ۲۵۰۰           | ۳۵             | ۲۸           | ۲۰                  | ۴۰                  |
| زاک            | بخش گلبهار شهرستان چناران | زاک             | ۱۰۰۰           | ۳۷             | ۳۰           | ۱۵                  | ۴۵                  |
| زیرابی         | بخش گلبهار شهرستان چناران | حسنقه           | ۴۰۰            | ۶              | ۲۰           | ۱                   | ۲                   |
| زیروی          | بخش گلبهار شهرستان چناران | گلمکان          | ۷۰۰            | ۱۹             | ۱۸           | ۹                   | ۲۰                  |
| ساقریها        | بخش گلبهار شهرستان چناران | گلمکان          | ۱۱۰۰           | ۳۰             | ۲۴           | ۱۰                  | ۲۶                  |
| سرآسیاب        | بخش گلبهار شهرستان چناران | گلمکان          | ۱۵۰۰           | ۴۱             | ۳۶           | ۱۷                  | ۴۳                  |
| سرخاران        | بخش گلبهار شهرستان چناران | فریزی           | ۱۵۰۰           | ۵۰             | ۵            | ۱                   | ۲                   |
| سرونا          | بخش گلبهار شهرستان چناران | اسجیل           | ۲۰۰            | ۵              | ۲۰           | ۲۰                  | ۲۰                  |
| سرچشمه         | بخش گلبهار شهرستان چناران | اسجیل           | ۵۰۰            | ۶              | ۱۸           | ۴۰                  | ۱۲۰                 |
| سرچشمه         | بخش گلبهار شهرستان چناران | انداد           | ۸۰۰            | ۱۶             | ۲۵           | ۷۰                  | ۲۵۰                 |
| سرکاریز        | بخش گلبهار شهرستان چناران | فریزی           | ۳۵۰            | ۲۰             | ۲۰           | ۳                   | ۵                   |
| سرکش           | بخش گلبهار شهرستان چناران | اسجیل           | ۲۵۰            | ۵              | ۱۲           | ۱۲                  | ۳۰                  |
| سعیدآباد       | بخش گلبهار شهرستان چناران | سعیدآباد        | ۵۰۰۰           | ۱۰             | ۴۵           | ۰                   | ۲۰                  |
| سلمان‌آباد      | بخش گلبهار شهرستان چناران | سلمان‌آباد       | ۴۰۰            | ۱۱             | ۹            | ۳                   | ۵                   |
| سلمان‌آباد      | بخش گلبهار شهرستان چناران | سلمان‌آباد       | ۱۳۰۰           | ۳۸             | ۲۲           | ۷                   | ۱۲                  |
| سلوطی          | بخش گلبهار شهرستان چناران | سلوطی           | ۵۰۰            | ۲۰             | ۱۵           | ۱۰                  | ۲۳                  |
| سلوگرد         | بخش گلبهار شهرستان چناران | سلوگرد          | ۸۰۰۰           | ۱۰۰            | ۱۰۰          | ۲۵                  | ۱۷۰                 |
| سنگ سفید       | بخش گلبهار شهرستان چناران | سنگ سفید        | ۶۰۰۰           | ۱۱۰            | ۷۵           | ۲۰                  | ۵۰                  |
| سنگان          | بخش گلبهار شهرستان چناران | چنار            | ۱۵۰            | ۱۰             | ۱۲           | ۶                   | ۲۰                  |
| سنگزار         | بخش گلبهار شهرستان چناران | اسجیل           | ۲۰۰            | ۵              | ۱۰           | ۴                   | ۵                   |
| سه بازگی       | بخش گلبهار شهرستان چناران | اسجیل           | ۵۰۰            | ۱۷             | ۱۴           | ۴                   | ۱۰                  |
| سوقی           | بخش گلبهار شهرستان چناران | سوقی            | ۱۳۰۰           | ۶۲             | ۲۱           | ۱۰                  | ۲۰                  |
| سیدآباد        | بخش گلبهار شهرستان چناران | سیدآباد         | ۱۶۰۰           | ۲۵             | ۱۲           | ۳۵                  | ۱۵۰                 |
| شب شو          | بخش گلبهار شهرستان چناران | چنار            | ۹۰             | ۶              | ۱۰           | ۲                   | ۵                   |
| شلنگرد         | بخش گلبهار شهرستان چناران | شلنگرد          | ۱۶۰۰۰          | ۲۲۰            | ۱۰۰          | ۳۵                  | ۲۰۰                 |
| شورجه          | بخش مرکزی شهرستان چناران  | خریج            | ۱۰۰۰           | ۲۰             | ۳۰           | ۵                   | ۱۰                  |
| عاشقان         | بخش گلبهار شهرستان چناران | گلمکان          | ۷۰۰            | ۲۱             | ۱۵           | ۱۸                  | ۴۰                  |
| عاشقان         | بخش گلبهار شهرستان چناران | عاشقان          | ۳۰۰            | ۱۴             | ۲۲           | ۱۰                  | ۳۰                  |
| عباس احمدی     | بخش گلبهار شهرستان چناران | اسجیل           | ۱۱۰۰           | ۴۱             | ۲۵           | ۹                   | ۲۲                  |
| عباس‌آباد       | بخش گلبهار شهرستان چناران | چنار            | ۶۰۰            | ۲۸             | ۱۲           | ۸                   | ۲۲                  |
| عباس‌آباد       | بخش گلبهار شهرستان چناران | کال ارکی        | ۳۰۰۰           | ۱۷             | ۱۶           | ۱                   | ۲۰                  |
| عباس‌آباد       | بخش گلبهار شهرستان چناران | عباس‌آباد        | ۵۰۰            | ۱۰             | ۱۰           | ۴                   | ۱۲                  |
| عباس‌آباد فوجی  | بخش گلبهار شهرستان چناران | چنار            | ۱۰۰۰           | ۳۸             | ۲۴           | ۱۲                  | ۳۰                  |
| عبدل‌آباد       | بخش گلبهار شهرستان چناران | گلمکان          | ۳۰۰۰           | ۴۵             | ۲۴           | ۲                   | ۵۰                  |
| عبدل‌آباد       | بخش گلبهار شهرستان چناران | گلمکان          | ۲۰۰۰           | ۵۴             | ۳۰           | ۱۵                  | ۵۰                  |
| عشق‌آباد        | بخش گلبهار شهرستان چناران | گلمکان          | ۱۵۰۰           | ۴۲             | ۳۰           | ۱۴                  | ۳۴                  |
| علی‌آباد        | بخش گلبهار شهرستان چناران | کوشکان علیا     | ۲۰۰۰           | ۲۵             | ۲۳           | ۲                   | ۱۰                  |
| علی‌آباد        | بخش گلبهار شهرستان چناران | علی‌آباد         | ۱۷۰۰           | ۸۰             | ۲۵           | ۲۲                  | ۵۰                  |
| عیش‌آباد        | بخش گلبهار شهرستان چناران | گلمکان          | ۲۵۰۰           | ۳۰             | ۴۰           | ۱۲                  | ۲۵                  |
| غازان کلاته    | بخش مرکزی شهرستان چناران  | موچنان          | ۴۲۰            | ۱۸             | ۱۸           | ۲                   | ۱۵                  |
| فتح‌آباد        | بخش گلبهار شهرستان چناران | فتح‌آباد         | ۱۸۰۰۰          | ۴۰۰            | ۱۲۰          | ۳۰                  | ۹۰                  |
| فخرآباد        | بخش گلبهار شهرستان چناران | فخرآباد         | ۶۰۰۰           | ۱۲۰            | ۵۶           | ۱۵                  | ۴۰                  |
| فنگ            | بخش گلبهار شهرستان چناران | محسن‌آباد        | ۱۵۰۰۰          | ۱۵۰            | ۱۲۰          | ۱۰                  | ۱۴۰                 |
| فیض‌آباد        | بخش گلبهار شهرستان چناران | فیض‌آباد         | ۲۰۰۰           | ۳۵             | ۳۵           | ۱۳                  | ۳۰                  |
| فیض‌آباد        | بخش گلبهار شهرستان چناران | گلمکان          | ۰              | ۰              | ۰            | ۱۳                  | ۰                   |
| قصرهلال        | بخش گلبهار شهرستان چناران | قصرهلال         | ۱۰۰۰           | ۱۸             | ۱۸           | ۴                   | ۴۰                  |
| قلعه           | بخش گلبهار شهرستان چناران | گل آزقند        | ۲۰۰۰           | ۶۰             | ۲۵           | ۱۲                  | ۹۰                  |
| قلعه نوآستانه  | بخش گلبهار شهرستان چناران | قلعه نوآستانه   | ۲۰۰۰           | ۱۴۰            | ۳۰           | ۲۴                  | ۵۸                  |
| قوامیه         | بخش گلبهار شهرستان چناران | قوامیه          | ۱۴۰۰           | ۴۸             | ۳۲           | ۴۵                  | ۱۰۰                 |
| قوشق‌آباد       | بخش گلبهار شهرستان چناران | قوشق‌آباد        | ۱۵۰۰۰          | ۲۵۰            | ۱۱۰          | ۳۰                  | ۱۲۰                 |
| قوچ دره بالا   | بخش گلبهار شهرستان چناران | چنار            | ۱۳۰            | ۸              | ۱۰           | ۳                   | ۱۲                  |
| لاله زار       | بخش گلبهار شهرستان چناران | گلمکان          | ۹۰۰            | ۲۵             | ۱۸           | ۱۲                  | ۳۰                  |
| ماوا           | بخش گلبهار شهرستان چناران | ماوا            | ۱۲۰۰           | ۳۵             | ۲۲           | ۷                   | ۱۷                  |
| محمدآباد کاهو  | بخش گلبهار شهرستان چناران | کاهو            | ۷۰۰            | ۲۵             | ۲۰           | ۸                   | ۲۰                  |
| مرغزار         | بخش گلبهار شهرستان چناران | اسجیل           | ۳۰۰            | ۶              | ۲۰           | ۱۲                  | ۲۰                  |
| مهرآباد گزندر  | بخش گلبهار شهرستان چناران | گلمکان          | ۶۰۰            | ۱۲             | ۱۵           | ۴                   | ۶                   |
| مومن‌آباد       | بخش گلبهار شهرستان چناران | گلمکان          | ۴۵۰            | ۷              | ۱۸           | ۲                   | ۵                   |
| موچنان         | بخش مرکزی شهرستان چناران  | موچنان          | ۱۰۰۰           | ۴۰             | ۲۷           | ۲۰                  | ۵۰                  |
| نصرآباد        | بخش گلبهار شهرستان چناران | نصرآباد         | ۴۰۰۰           | ۸۰             | ۳۵           | ۸                   | ۲۰                  |
| نقاب           | بخش گلبهار شهرستان چناران | نقاب            | ۲۵۰۰           | ۶۸             | ۳۰           | ۱۳                  | ۳۰                  |
| نوبهار         | بخش گلبهار شهرستان چناران | نوبهار          | ۱۰۰۰۰          | ۱۲۰            | ۱۱۰          | ۳۰                  | ۱۰۰                 |
| نوخ چاه        | بخش گلبهار شهرستان چناران | کاهو            | ۷۰۰            | ۹              | ۹            | ۳                   | ۴                   |
| نورآباد        | بخش گلبهار شهرستان چناران | اسجیل           | ۴۷۰            | ۲۲             | ۸            | ۱                   | ۳                   |
| نوزاد          | بخش گلبهار شهرستان چناران | نوزاد           | ۱۰۰۰           | ۳۴             | ۱۵           | ۴                   | ۱۰۰                 |
| نوزاد          | بخش گلبهار شهرستان چناران | گلمکان          | ۶۰۰            | ۲۲             | ۱۶           | ۶                   | ۱۵                  |
| نیستان         | بخش گلبهار شهرستان چناران | نیستان          | ۳۰۰۰۰          | ۴۵۰            | ۱۲۰          | ۲۰                  | ۱۱۰                 |
| هاشم‌آباد       | بخش گلبهار شهرستان چناران | هاشم‌آباد        | ۳۰۰۰           | ۸۰             | ۴۵           | ۷۰                  | ۲۰۰                 |
| هاشم‌آباد       | بخش گلبهار شهرستان چناران | قلعه‌نو هاشم‌آباد | ۳۰۰۰           | ۸۰             | ۴۵           | ۷۰                  | ۲۰۰                 |
| هشت‌آباد        | بخش گلبهار شهرستان چناران | گلمکان          | ۸۰۰            | ۱۵             | ۳۰           | ۱۵                  | ۵۰                  |
| همت‌آباد        | بخش گلبهار شهرستان چناران | گلمکان          | ۲۰۰۰           | ۳۵             | ۲۰           | ۱۰                  | ۸                   |
| ولی‌آباد        | بخش گلبهار شهرستان چناران | ولی‌آباد         | ۷۰۰۰           | ۷۰             | ۷۰           | ۱۰                  | ۲۰                  |
| پای اشنها      | بخش گلبهار شهرستان چناران | اسجیل           | ۶۰۰            | ۱۵             | ۱۳           | ۶                   | ۱۵                  |
| پلنگ سوراخ     | بخش گلبهار شهرستان چناران | چنار            | ۱۰۰            | ۶              | ۱۰           | ۵                   | ۳                   |
| پیشاووک        | بخش گلبهار شهرستان چناران | پیشاووک         | ۱۲۰۰           | ۲۲             | ۱۰           | ۸                   | ۴۰                  |
| چاه ملا        | بخش گلبهار شهرستان چناران | گلمکان          | ۹۵۰            | ۳۱             | ۲۵           | ۸                   | ۲۰                  |
| چشمک           | بخش گلبهار شهرستان چناران | چشمک            | ۱۷۰۰           | ۳۸             | ۲۰           | ۲۵                  | ۷۰                  |
| چمبرک          | بخش گلبهار شهرستان چناران | چمبرک           | ۵۰۰            | ۲۳             | ۱۲           | ۵                   | ۳                   |
| چمگرد          | بخش مرکزی شهرستان چناران  | چمگرد           | ۱۲۰۰           | ۳۰             | ۲۲           | ۵                   | ۱۵                  |
| چنار           | بخش گلبهار شهرستان چناران | چنار            | ۹۰۰            | ۲۵             | ۱۵           | ۳۰                  | ۱۵۰                 |
| چهچه چمگرد     | بخش مرکزی شهرستان چناران  | چمگرد           | ۱۶۰۰           | ۸۰             | ۲۰           | ۲                   | ۱۰                  |
| چهچه چمگرد     | بخش مرکزی شهرستان چناران  | چمگرد           | ۱۰۰۰           | ۳۳             | ۲۰           | ۲                   | ۳                   |
| کاریزنو        | بخش گلبهار شهرستان چناران | گلمکان          | ۱۱۰۰           | ۱۵             | ۳۰           | ۲                   | ۴                   |
| کاهدر          | بخش گلبهار شهرستان چناران | کلاته کاهدرکاهو | ۷۰۰۰           | ۱۵۰            | ۲۵           | ۸                   | ۶۰                  |
| کرستان         | بخش گلبهار شهرستان چناران | گلمکان          | ۸۰۰            | ۲۷             | ۱۵           | ۱۴                  | ۳۳                  |
| کلات           | بخش گلبهار شهرستان چناران | گلمکان          | ۳۰۰            | ۴              | ۱۸           | ۴                   | ۱                   |
| کلاته اسماعیل  | بخش گلبهار شهرستان چناران | منقشای          | ۶۰۰            | ۳۵             | ۸            | ۱۸                  | ۷۰                  |
| کلاته شیخها    | بخش گلبهار شهرستان چناران | مهدی‌آباد        | ۸۵۰۰           | ۱۱۰            | ۱۰۵          | ۳۵                  | ۸۰                  |
| کلاته قربان    | بخش گلبهار شهرستان چناران | چنار            | ۶۰             | ۴              | ۸            | ۱                   | ۱                   |
| کلاته قربان    | بخش گلبهار شهرستان چناران | چنار            | ۱۲۰            | ۸              | ۱۰           | ۳                   | ۱۰                  |
| کلاته میدان    | بخش گلبهار شهرستان چناران | اسجیل           | ۳۰۰            | ۹              | ۷            | ۱۵                  | ۴۰                  |
| کلاته پرواز    | بخش گلبهار شهرستان چناران | چنار            | ۹۰             | ۶              | ۷            | ۱                   | ۷                   |
| کلاته یوسفخان  | بخش گلبهار شهرستان چناران | گلمکان          | ۳۰۰۰           | ۵۰             | ۲۰           | ۲۰                  | ۵۰                  |
| کلوخی          | بخش گلبهار شهرستان چناران | کلوخی           | ۴۰۰۰           | ۱۰۰            | ۵۵           | ۱۲                  | ۳۵                  |
| کمرستان        | بخش گلبهار شهرستان چناران | گلمکان          | ۱۴۰۰           | ۲۵             | ۲۲           | ۹                   | ۲۵                  |
| کوتاه‌آباد      | بخش گلبهار شهرستان چناران | چنار            | ۳۰۰            | ۲۸             | ۱۴           | ۲                   | ۵                   |
| کوشکان سفلی    | بخش گلبهار شهرستان چناران | کوشکان سفلی     | ۳۰۰۰           | ۷۰             | ۲۵           | ۱۵                  | ۴۰                  |
| کوشکان علیا    | بخش گلبهار شهرستان چناران | کوشکان علیا     | ۲۰۰۰           | ۶۰             | ۲۵           | ۲                   | ۵                   |
| کوچ دره پائین  | بخش گلبهار شهرستان چناران | چنار            | ۱۰۰            | ۹              | ۱۲           | ۱                   | ۲                   |
| کینه           | بخش گلبهار شهرستان چناران | چنار            | ۱۵۰            | ۱۴             | ۱۲           | ۴                   | ۱۲                  |
| گجوان          | بخش گلبهار شهرستان چناران | گجوان           | ۵۰۰۰           | ۸۰             | ۴۰           | ۲                   | ۵                   |
| گرگان          | بخش گلبهار شهرستان چناران | گرگان           | ۱۰۰۰           | ۴۰             | ۴۵           | ۲                   | ۵                   |
| گزندر          | بخش گلبهار شهرستان چناران | مهدآباد گزندر   | ۲۰۰۰           | ۱۲             | ۱۵           | ۴                   | ۳                   |
| گلشن‌آباد       | بخش گلبهار شهرستان چناران | گلشن‌آباد        | ۲۰۰۰           | ۴۰             | ۱۵           | ۸                   | ۲۰                  |
| گلشن‌آباد       | بخش گلبهار شهرستان چناران | گلمکان          | ۲۰۰۰           | ۴۰             | ۱۵           | ۸                   | ۲۰                  |
| گوارشک         | بخش گلبهار شهرستان چناران | گوارشک          | ۲۰۰۰           | ۳۰۰            | ۱۰           | ۲۰                  | ۱۰۰                 |
| گوارشکان       | بخش مرکزی شهرستان چناران  | گوارشکان        | ۵۰۰            | ۱۶             | ۱۰           | ۱۳                  | ۵۵                  |
| یک تیمور       | بخش مرکزی شهرستان چناران  | موچنان          | ۱۰۰۰           | ۲۵             | ۲۷           | ۳                   | ۲۰                  |
| یکه لنگه       | بخش گلبهار شهرستان چناران | گلمکان          | ۲۰۰۰           | ۶۳             | ۳۸           | ۳۰                  | ۷۰                  |